# Liste des monuments nationaux du Valle del Cauca
Cet article liste les monuments nationaux du Valle del Cauca, en Colombie. Au 25 septembre 2013, 104 monuments nationaux étaient recensés dans ce département, dont l'ensemble des vieilles locomotives à vapeur en Colombie qui est en commun avec le département du Tolima.

## Patrimoine matériel
| Code national | Monument                                                | Municipalité(s)                                           | Adresse          | Coordonnées                        | Date      | Illustration                                     |
| ------------- | ------------------------------------------------------- | --------------------------------------------------------- | ---------------- | ---------------------------------- | --------- | ------------------------------------------------ |
|               | Gare ferroviaire d'Alcalá                               | Alcalá                                                    |                  | à géolocaliser                     | 1996      | Image manquante Téléverser                       |
|               | Gare ferroviaire d'Andalucía                            | Andalucía                                                 |                  | à géolocaliser                     | 1996      | Image manquante Téléverser                       |
|               | Gare ferroviaire de Buenaventura                        | Buenaventura                                              |                  | à géolocaliser                     | 1996      | Gare ferroviaire de Buenaventura                 |
|               | Gare ferroviaire de Pailón                              | Buenaventura                                              |                  | à géolocaliser                     | 1996      | Image manquante Téléverser                       |
|               | Gare ferroviaire de Triana                              | Buenaventura                                              |                  | à géolocaliser                     | 1996      | Image manquante Téléverser                       |
|               | Gare ferroviaire de Cisneros                            | Buenaventura                                              |                  | à géolocaliser                     | 1996      | Image manquante Téléverser                       |
|               | Gare ferroviaire de Córdoba                             | Buenaventura                                              |                  | à géolocaliser                     | 1996      | Image manquante Téléverser                       |
|               | Casa de hacienda La Julia                               | Buga                                                      |                  | à géolocaliser                     | 1996      | Image manquante Téléverser                       |
|               | Gare ferroviaire de Buga                                | Buga                                                      |                  | à géolocaliser                     | 1996      | Gare ferroviaire de Buga                         |
|               | Vieux quartier de Buga                                  | Buga                                                      |                  | à géolocaliser                     | 1959      | Vieux quartier de Buga                           |
|               | Théâtre municipal de Buga                               | Buga                                                      |                  | à géolocaliser                     | 1998      | Théâtre municipal de Buga                        |
|               | Gare ferroviaire de Bugalagrande                        | Bugalagrande                                              |                  | à géolocaliser                     | 1996      | Image manquante Téléverser                       |
|               | Gare ferroviaire de La Uribe                            | Bugalagrande                                              |                  | à géolocaliser                     | 1996      | Image manquante Téléverser                       |
|               | Chapelle Notre-Dame de Conception                       | Bugalagrande                                              |                  | à géolocaliser                     | 1998      | Chapelle Notre-Dame de Conception                |
|               | Gare ferroviaire de Caicedonia                          | Caicedonia                                                |                  | à géolocaliser                     | 1996      | Image manquante Téléverser                       |
|               | Casa de hacienda Cañas Gordas (es)                      | Cali                                                      |                  | 3° 21′ 16″ nord, 76° 31′ 30″ ouest | 1980      | Image manquante Téléverser                       |
|               | Casa de hacienda Piedragrande                           | Cali                                                      |                  | à géolocaliser                     | 1996      | Image manquante Téléverser                       |
|               | Cathédrale Saint-Pierre de Cali                         | Cali                                                      |                  | 3° 27′ 03″ nord, 76° 31′ 57″ ouest | 2004      | Cathédrale Saint-Pierre de Cali                  |
|               | Edificio Otero                                          | Cali                                                      |                  | à géolocaliser                     | 1977      | Edificio Otero                                   |
|               | Gare ferroviaire de Cali                                | Cali                                                      |                  | 3° 28′ 00″ nord, 76° 31′ 24″ ouest | 1996      | Gare ferroviaire de Cali                         |
|               | Gare ferroviaire de La Viga                             | Cali                                                      |                  | 3° 20′ 00″ nord, 76° 32′ 00″ ouest | 1996      | Image manquante Téléverser                       |
|               | Hôpital universitaire Evaristo García                   | Cali                                                      |                  | 3° 25′ 50″ nord, 76° 32′ 42″ ouest | 1995      | Hôpital universitaire Evaristo García            |
|               | Église San Antonio                                      | Cali                                                      |                  | 3° 26′ 51″ nord, 76° 32′ 31″ ouest | 1997      | Église San Antonio                               |
|               | Église San Francisco (es)                               | Cali                                                      |                  | 3° 27′ 00″ nord, 76° 32′ 02″ ouest | 2004      | Église San Francisco (es)                        |
|               | Complexe religieux de La Merced                         | Cali                                                      |                  | 3° 27′ 02″ nord, 76° 32′ 12″ ouest | 1975      | Complexe religieux de La Merced                  |
|               | Palais national                                         | Cali                                                      |                  | 3° 27′ 08″ nord, 76° 31′ 56″ ouest | 1977      | Palais national                                  |
|               | Parc panaméricain                                       | Cali                                                      |                  | 3° 25′ 54″ nord, 76° 32′ 33″ ouest | 1995      | Parc panaméricain                                |
|               | Arènes de Cañaveralejo                                  | Cali                                                      |                  | 3° 24′ 38″ nord, 76° 32′ 56″ ouest | 1995      | Arènes de Cañaveralejo                           |
|               | Pont Ortiz                                              | Cali                                                      |                  | 3° 27′ 13″ nord, 76° 32′ 01″ ouest | 2005      | Pont Ortiz                                       |
|               | Vieux quartier de Cali                                  | Cali                                                      |                  | à géolocaliser                     | 1959 1971 | Vieux quartier de Cali                           |
|               | Théâtre Jorge Isaacs                                    | Cali                                                      |                  | 3° 27′ 12″ nord, 76° 31′ 56″ ouest | 1984      | Théâtre Jorge Isaacs                             |
|               | Théâtre municipal de Cali                               | Cali                                                      |                  | 3° 26′ 58″ nord, 76° 32′ 10″ ouest | 2002      | Théâtre municipal de Cali                        |
|               | Maison du vice-roi (Maison de Sebastián de Marisancena) | Cartago                                                   |                  | à géolocaliser                     | 1998 2004 | Image manquante Téléverser                       |
|               | Gare ferroviaire de Cartago                             | Cartago                                                   |                  | à géolocaliser                     | 1996      | Image manquante Téléverser                       |
|               | Église Notre-Dame de Guadalupe                          | Cartago                                                   |                  | à géolocaliser                     | 1998      | Église Notre-Dame de Guadalupe                   |
|               | Église San Francisco                                    | Cartago                                                   |                  | à géolocaliser                     | 2006      | Image manquante Téléverser                       |
|               | Église San Jerónimo                                     | Cartago                                                   |                  | à géolocaliser                     | 2006      | Image manquante Téléverser                       |
|               | Église Sainte-Anne                                      | Cartago                                                   |                  | à géolocaliser                     | 1998      | Image manquante Téléverser                       |
|               | Vieux quartier de Cartago                               | Cartago                                                   |                  | à géolocaliser                     | 1959      | Image manquante Téléverser                       |
|               | Gare ferroviaire de Dagua                               | Dagua                                                     |                  | à géolocaliser                     | 1996      | Image manquante Téléverser                       |
|               | Gare ferroviaire de Punta Dagua                         | Dagua                                                     |                  | à géolocaliser                     | 1996      | Image manquante Téléverser                       |
|               | Gare ferroviaire de San Joaquín                         | Dagua                                                     |                  | à géolocaliser                     | 1996      | Image manquante Téléverser                       |
|               | Gare ferroviaire de Vásquez Cobo                        | Dagua                                                     |                  | à géolocaliser                     | 1996      | Image manquante Téléverser                       |
|               | Gare ferroviaire d'El Naranjo                           | Dagua                                                     |                  | à géolocaliser                     | 1996      | Image manquante Téléverser                       |
|               | Gare ferroviaire d'El Palmar                            | Dagua                                                     |                  | à géolocaliser                     | 1996      | Image manquante Téléverser                       |
|               | Gare ferroviaire de Ventura                             | Dagua                                                     |                  | à géolocaliser                     | 1996      | Image manquante Téléverser                       |
|               | Gare ferroviaire de Lobo Guerrero                       | Dagua                                                     |                  | à géolocaliser                     | 1996      | Image manquante Téléverser                       |
|               | Casa de hacienda El Alisal                              | El Cerrito                                                |                  | à géolocaliser                     | 1996      | Image manquante Téléverser                       |
|               | Casa de hacienda La Esmeralda                           | El Cerrito                                                |                  | à géolocaliser                     | 1996      | Image manquante Téléverser                       |
|               | Casa de hacienda La Merced                              | El Cerrito                                                |                  | à géolocaliser                     | 1996      | Image manquante Téléverser                       |
|               | Casa de hacienda La Rita                                | El Cerrito                                                |                  | à géolocaliser                     | 1996      | Image manquante Téléverser                       |
|               | Casa de hacienda Piedechinche                           | El Cerrito                                                |                  | à géolocaliser                     | 1996      | Image manquante Téléverser                       |
|               | Gare ferroviaire d'El Cerrito                           | El Cerrito                                                |                  | à géolocaliser                     | 1996      | Image manquante Téléverser                       |
|               | Hacienda El Albión                                      | El Cerrito                                                |                  | à géolocaliser                     | 2000      | Image manquante Téléverser                       |
|               | Hacienda El Paraíso                                     | El Cerrito                                                |                  | 3° 38′ 27″ nord, 76° 11′ 51″ ouest | 2004      | Hacienda El Paraíso                              |
|               | Hacienda El Trejo Plata                                 | El Cerrito                                                |                  | à géolocaliser                     | 2000      | Image manquante Téléverser                       |
|               | Hacienda La Aurora                                      | El Cerrito                                                |                  | à géolocaliser                     | 2000      | Image manquante Téléverser                       |
|               | Vieux quartier d'El Cerrito                             | El Cerrito                                                |                  | à géolocaliser                     | 1959      | Vieux quartier d'El Cerrito                      |
|               | Casa de hacienda El Hato                                | Florida                                                   |                  | à géolocaliser                     | 1996      | Image manquante Téléverser                       |
|               | Casa de hacienda Garciabajo                             | Florida                                                   |                  | à géolocaliser                     | 1996      | Image manquante Téléverser                       |
|               | Casa de hacienda La Aurora                              | Florida                                                   |                  | à géolocaliser                     | 1996      | Image manquante Téléverser                       |
|               | Casa de hacienda La Concordia                           | Florida                                                   |                  | à géolocaliser                     | 1996      | Image manquante Téléverser                       |
|               | Casa de hacienda La Industria                           | Florida                                                   |                  | à géolocaliser                     | 1996      | Image manquante Téléverser                       |
|               | Casa de hacienda Perodias                               | Florida                                                   |                  | à géolocaliser                     | 1996      | Image manquante Téléverser                       |
|               | Casa Cural                                              | Guacarí                                                   | Place principale | à géolocaliser                     | 1976      | Casa Cural                                       |
|               | Gare ferroviaire de Guacarí                             | Guacarí                                                   |                  | à géolocaliser                     | 1996      | Gare ferroviaire de Guacarí                      |
|               | Gare ferroviaire de Jamundí                             | Jamundí                                                   |                  | à géolocaliser                     | 1996      | Image manquante Téléverser                       |
|               | Gare ferroviaire de Guachinte                           | Jamundí                                                   |                  | à géolocaliser                     | 1996      | Image manquante Téléverser                       |
|               | Gare ferroviaire de Timba                               | Jamundí                                                   |                  | à géolocaliser                     | 1996      | Image manquante Téléverser                       |
|               | Gare ferroviaire de Bitaco                              | La Cumbre                                                 |                  | à géolocaliser                     | 1996      | Image manquante Téléverser                       |
|               | Gare ferroviaire de La Cumbre                           | La Cumbre                                                 |                  | à géolocaliser                     | 1996      | Image manquante Téléverser                       |
|               | Gare ferroviaire de Lomitas                             | La Cumbre                                                 |                  | à géolocaliser                     | 1996      | Image manquante Téléverser                       |
|               | Collection de meubles de l'Ermita de la Unión           | La Unión                                                  |                  | à géolocaliser                     | 2003      | Image manquante Téléverser                       |
|               | Ermita de la Unión                                      | La Unión                                                  |                  | à géolocaliser                     | 2003      | Ermita de la Unión                               |
|               | Gare ferroviaire de La Victoria                         | La Victoria                                               |                  | à géolocaliser                     | 1996      | Image manquante Téléverser                       |
|               | Gare ferroviaire d'Obando                               | Obando                                                    |                  | à géolocaliser                     | 1996      | Image manquante Téléverser                       |
|               | Ancien bâtiment de la mairie de Palmira                 | Palmira                                                   |                  | à géolocaliser                     | 2000      | Ancien bâtiment de la mairie de Palmira          |
|               | Cathédrale Nuestra Señora del Rosario del Palmar        | Palmira                                                   |                  | à géolocaliser                     | 1994 1995 | Cathédrale Nuestra Señora del Rosario del Palmar |
|               | Gare ferroviaire de Palmira                             | Palmira                                                   |                  | à géolocaliser                     | 1996      | Gare ferroviaire de Palmira                      |
|               | Gare ferroviaire de Río Claro                           | Palmira                                                   |                  | à géolocaliser                     | 1996      | Image manquante Téléverser                       |
|               | Gare ferroviaire de Río Claro                           | Palmira                                                   |                  | à géolocaliser                     | 1996      | Image manquante Téléverser                       |
|               | Faculté d'agronomie de l'Université nationale           | Palmira                                                   |                  | à géolocaliser                     | 1996      | Image manquante Téléverser                       |
|               | Gare ferroviaire de Caucaseco                           | Palmira                                                   |                  | à géolocaliser                     | 1996      | Image manquante Téléverser                       |
|               | Gare ferroviaire de Guanabanal                          | Palmira                                                   |                  | à géolocaliser                     | 1996      | Image manquante Téléverser                       |
|               | Gare ferroviaire de La Manuelita                        | Palmira                                                   |                  | à géolocaliser                     | 1996      | Image manquante Téléverser                       |
|               | Gare ferroviaire de Pradera                             | Pradera                                                   |                  | à géolocaliser                     | 1996      | Image manquante Téléverser                       |
|               | Collection de meubles de la chapelle de Roldanillo      | Roldanillo                                                |                  | à géolocaliser                     | 2003      | Image manquante Téléverser                       |
|               | Chapelle de Roldanillo                                  | Roldanillo                                                |                  | à géolocaliser                     | 2003      | Chapelle de Roldanillo                           |
|               | Musée Rayo                                              | Roldanillo                                                | Calle 8, no 8-53 | à géolocaliser                     | 2011      | Image manquante Téléverser                       |
|               | Gare ferroviaire de San Pedro                           | San Pedro                                                 |                  | à géolocaliser                     | 1996      | Image manquante Téléverser                       |
|               | Gare ferroviaire de Corozal                             | Sevilla                                                   |                  | à géolocaliser                     | 1996      | Image manquante Téléverser                       |
|               | Gare ferroviaire de Quebrada Nueva                      | Sevilla                                                   |                  | à géolocaliser                     | 1996      | Image manquante Téléverser                       |
|               | Chapelle San Juan Bautista                              | Toro                                                      |                  | à géolocaliser                     | 2003      | Image manquante Téléverser                       |
|               | Collection de meubles de la chapelle San Juan Bautista  | Toro                                                      |                  | à géolocaliser                     | 2003      | Image manquante Téléverser                       |
|               | Gare ferroviaire de Tuluá                               | Tuluá                                                     |                  | à géolocaliser                     | 1996      | Image manquante Téléverser                       |
|               | Gare ferroviaire d'Ulloa                                | Ulloa                                                     |                  | à géolocaliser                     | 1996      | Image manquante Téléverser                       |
|               | Casa de hacienda Garzonero                              | Yotoco                                                    |                  | à géolocaliser                     | 1996      | Image manquante Téléverser                       |
|               | Casa de hacienda Hatoviejo                              | Yotoco                                                    |                  | à géolocaliser                     | 1996      | Image manquante Téléverser                       |
|               | Gare ferroviaire de Yumbo                               | Yumbo                                                     |                  | à géolocaliser                     | 1996      | Image manquante Téléverser                       |
|               | Gare ferroviaire de Puerto Isaacs                       | Yumbo                                                     |                  | à géolocaliser                     | 1996      | Image manquante Téléverser                       |
|               | Gare ferroviaire de Zarzal                              | Zarzal                                                    |                  | à géolocaliser                     | 1996      | Gare ferroviaire de Zarzal                       |
|               | Gare ferroviaire de La Paila                            | Zarzal                                                    |                  | à géolocaliser                     | 1996      | Image manquante Téléverser                       |
|               | Gare ferroviaire d'Álvarez Salas                        | Zarzal                                                    |                  | 4° 24′ 00″ nord, 75° 55′ 00″ ouest | 1996      | Image manquante Téléverser                       |
|               | Gare ferroviaire de Vallejuelo                          | Zarzal                                                    |                  | à géolocaliser                     | 1996      | Image manquante Téléverser                       |
|               | Ensemble des vieilles locomotives à vapeur en Colombie  | S'étend sur 2 départements : - Cali (VAC) - Flandes (TOL) |                  | à géolocaliser                     | 1998      | Image manquante Téléverser                       |